# Хагенбрунн
Хагенбрунн (нем. Hagenbrunn) — ярмарочная коммуна (нем. Marktgemeinde) в Австрии, в федеральной земле Нижняя Австрия. 
Входит в состав округа Корнойбург.  Население составляет 1791 человек (на 31 декабря 2005 года). Занимает площадь 13,43 км². Официальный код  —  31206.

## Политическая ситуация
Бургомистр коммуны — Эрнст Фишер (АНП) по результатам выборов 2010 года.
Совет представителей коммуны (нем. Gemeinderat) состоит из 19 мест.
- АНП занимает 16 мест.
- СДПА занимает 2 места.
- Зелёные занимают 1 место.